# Almeida Martins
O Padre José Luís de Almeida Martins foi um religioso brasileiro, que iniciou uma crise política entre a igreja e a maçonaria no século XIX, que ficou conhecida como a Questão Religiosa.

## Origem
Em seu sermão em 3 de março de 1872, um sermão "em termos tirados da linguagem maçônica" para saudar a aprovação da Lei do Ventre Livre, que foi proposta pelo presidente do conselho de ministros, o Visconde do Rio Branco, grão-Mestre da maçonaria. O ato causou a suspensão de suas funções como padre pelo bispo Dom Pedro Maria de Lacerda, do Rio de Janeiro.